# 2796 Kron
2796 Kron è un asteroide della fascia principale. Scoperto nel 1980, presenta un'orbita caratterizzata da un semiasse maggiore pari a 2,6425192 UA e da un'eccentricità di 0,1142079, inclinata di 13,99312° rispetto all'eclittica.